# عمر (فیلم)
عمر یک فیلم درام فلسطینی محصول ۲۰۱۳ به کارگردانی هانی ابواسعد است. از این فیلم در جشنواره کن سال ۲۰۱۳ رونمایی شد. فیلم «عمر» پنجمین اثر بلند داستانی «ابو اسعد» و دومین فیلمی است که در میان آثار سینمایی وی، پس از اینک بهشت در سال ۲۰۰۵، به لیست نامزدهای نهایی جوایز اسکار راه یافته‌است. 
این فیلم طی ۸ هفته در شهرهای ناصره، نابلس و بیت شنان تصوربرداری شد و در آن آدم بکری در نقش «عمر» و لیم لوبانی در نقش «نادیه» از فلسطین بازیگران اصلی هستند. همچنین ولید زعیتر در نقش «رامی»، سامر بشارات در نقش «امجد» و ایاد حورانی در نقش «طارق» نیز در این فیلم نقش‌آفرینی کرده‌اند.
هانی ابواسعد، کارگردان فیلم در گفتگو با شبکه خبری «الجزیره» گفت: این فیلم ۹۸ دقیقه‌ای که از واقعیت‌های زندگی روزمره مردم فلسطین الهام گرفته شده، روایتگر رابطه چند دوست است که برای آزادی سرزمین خود با سربازان اسرائیلی مبارزه می‌کنند، اما در این مسیر دچار اشتباهاتی می‌شوند.

## خلاصه داستان
داستان فیلم به صورت کلی دربارهٔ یک کارگر نانوایی به اسم «عمر» است که هر روز خود را در تیررس سربازان اسرائیلی قرار می‌دهد و...

## عوامل فیلم

### بازیگران
| - آدم بکری .... عمر - ایاد هورانی .... طارق - سامر بشارات … امجد - ولید زعیتر .... رامی - لیم لوبانی .... نادیا - روهل عیادی … حسام - رمزی المقدسی … محسن علی طه - باهر اجباریا .... زندان بان - مجد بیطار .... دوست طارق - ولید عبدالسلام … رهبر مراسم تشییع جنازه - دیوید گرسن .... زندان بان - عصام ابو عابد … رئیس عمر - فؤاد عبد الهادی … سرباز - عادل ابو لاشین … تعقیب کننده در بازار - یوسف جو سوید … شکنجه گر - باهر اجباریا … زندان بان - دیوید گیرسون … زندان بان - ایلی رزق … زندان بان - افیشای سلیمان … زندان بان - ایهاب جاد الله … زندانی در حیاط - موسی حبیب‌الله … مدیر فروشگاه - وفاء عون … مادر عمر | - آنا ماریا حوا .... خواهر عمر - جهاد ابو عسل … پدر عمر - نجوی عرامنه … خواهر امجد - زیاد جرجور … برادر عمر - طارق قبطی … پدر طارق - موسی عوض … محافظ طارق - جمال خلایله … محافظ طارق - مروه داود … دوست صدیق نادیه - بولین یاهوث … دوست نادیه - رشا نحاس … دوست نادیه - محمدحسن … مردی که در کنار دیوار به عمر کمک کرد - ایم احمد اسد - ابراهیم بولص - المارون بولص - شتریت عیران - الیانا فارانش - روان فارانش - جریس غرایب - التمار هالبیرین - الیاس ابوهاتوم - انا ماریا هوی - دونا الهوی دوست نادیه - لورا حوا | - رائد رشاد جاعیسا - می جابارین - نائل کنج - عدی کرایم سرباز - یاعیل لیرر وکیل عمر - درید اللداوی سرباز - لیم لوبانی نادیه - علی ماجدوب - دنیا مخلوف - مارکو مطر - نیسیا مهنه - اما نعمنیه - ایاس ناطور - عید سباق - ادهم سالم - امیمه سرحان - بطرس شاهین - هادی ابو سینه - یوسف سلیمان - محمد صبح - یاسمین سلیمان |

- کارگردان: هانی ابواسد
- نویسنده فیلمنامه: هانی ابواسد
- مدیر فیلمبرداری: ایهاب عسل
- تدوین: مارتین برینکلر، ایاز سلمان
- طراحی صحنه: یول هرزبرگ
- طراح لباس: هامادا اتالا
- چهره پردازی: دورته دوبکوویتز

## تولید
هانی ابواسعد خلاصه داستان را در ۴ ساعت نوشت و طی چهار روز فیلمنامه را کامل کرد. بعد از یکسال موفق شد بودجه‌ای برای ساخت این فیلم جذب کند و در نهایت در سال ۲۰۱۲ ساخت فیلم را آغاز کرد او نابلس، ناصره و کمپ پناهندگان الفارعه را برای ساخت این فیلم انتخاب کرد.

## جایزه‌ها
| جایزه/جشنواره                       | بخش                                  | برنده / نامزد            | نتیجه    |
| ----------------------------------- | ------------------------------------ | ------------------------ | -------- |
| اسکار ۸۶ام                          | بهترین فیلم غیر انگلیسی‌زبان          |                          | نامزدشده |
| بنیاد فیلم آمریکا                   | جایزه بزرگ هیئت داوارن               | هانی ابواسعد             | نامزدشده |
| جشنواره فیلم آسیا پاسیفیک           | بهترین فیلم                          | هانی ابواسعد، ولید زعیتر | برنده    |
| جشنواره فیلم آسیا پاسیفیک           | بازیگر نقش اول                       | آدم بکری                 | نامزدشده |
| جشنواره فیلم کن ۲۰۱۳                | جایزه ویژه هیئت داوران بخش نوعی نگاه | هانی ابواسعد، ولید زعیتر | برنده    |
| جشنواره فیلم دبی                    | بهترین کارگردانی                     | هانی ابواسعد             | برنده    |
| جشنواره فیلم دبی                    | بهترین فیلم                          | ولید زعیتر               | برنده    |
| جشنواره بین‌المللی فیلم گنت          | بهترین فیلم                          | هانی ابواسعد             | برنده    |
| جشنواره بین‌المللی فیلم فجر          | سیمرغ بلورین بهترین کارگردانی        | هانی ابواسعد             | برنده    |
| فستیوال فیلم نیویورک                | جایزه بزرگ مارین - بهترین فیلم       |                          | نامزدشده |
| فستیوال بین‌المللی فیلم پالم اسپرینگ | بهترین فیلم غیر انگلیسی              |                          | نامزدشده |
| جشنواره بین‌المللی فیلم تورمسو       | جایزه صلح نروژ                       | هانی ابواسعد             | برنده    |